# ウェストパームビーチ

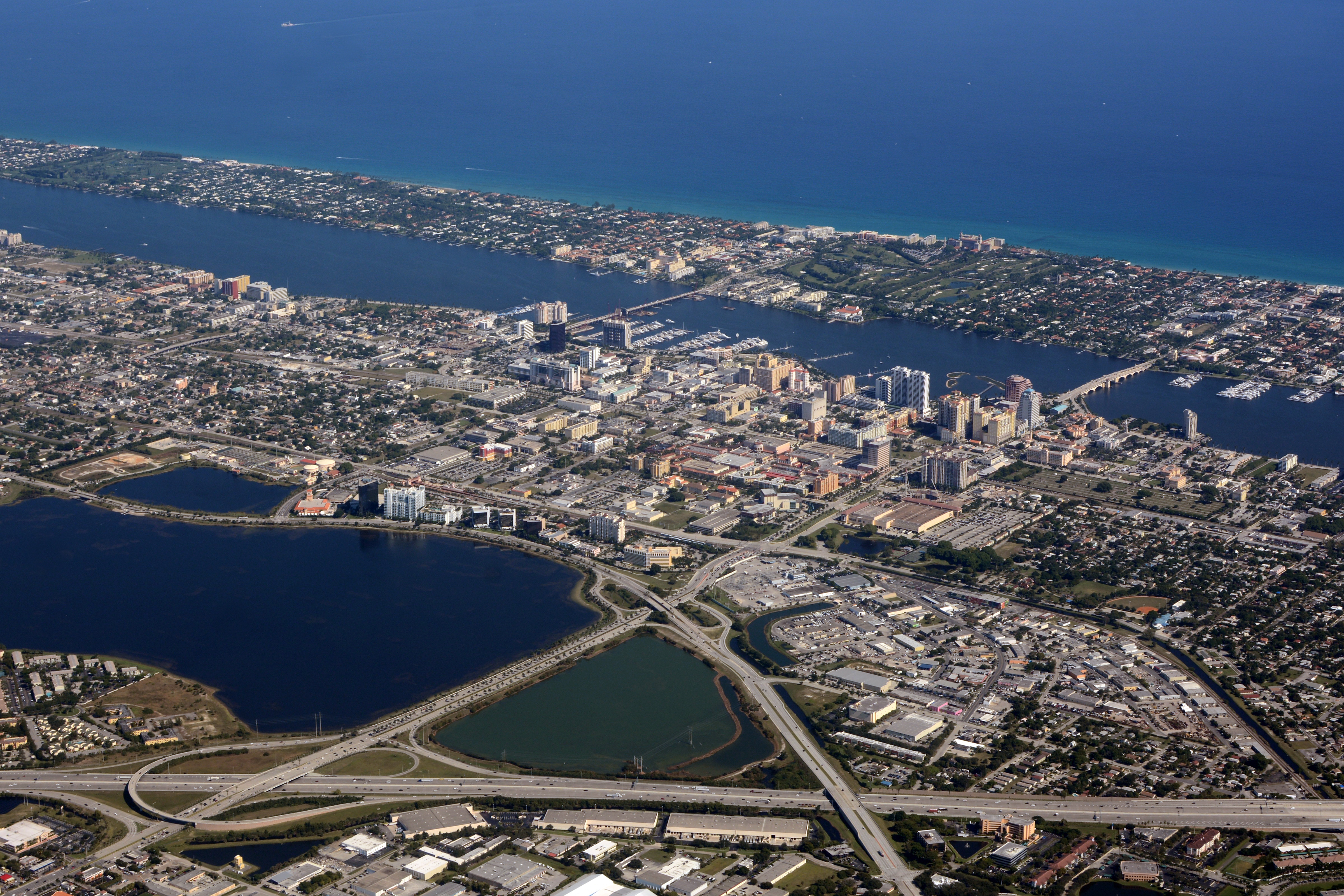

ウェストパームビーチ（West Palm Beach）は、アメリカ合衆国フロリダ州南東部に位置する都市。マイアミの北約100kmに位置している。また、同市はパームビーチ郡の郡庁所在地である。人口は11万7415人（2020年）。ウェストパームビーチはマイアミやフォートローダーデールとともに人口600万人に及ぶ南フロリダ大都市圏を形成している。
ウェストパームビーチは細長いワース湖（Lake Worth）に面し、湖と西側の沼地に挟まれた湿地帯に位置している。市街地はワース湖に沿って南北に広がっている。ワース湖の対岸にはパームビーチ町が位置している。ウェストパームビーチが商工業都市であるのに対し、海岸部はリゾート地・高級別荘地である。高級別荘地の並ぶ海岸沿いには第45代アメリカ合衆国大統領ドナルド・トランプの別荘、通称マー・ア・ラゴがある。

## 歴史
ウェストパームビーチは鉄道王ヘンリー・フラグラー（Henry Flagler）によって1894年に創設された。当初はパームビーチに立地する2軒の高級ホテルで働く従業員が住むための町として建設された。もともとはWestpalmbeachという綴りであったが、13文字の町名が不吉であるとして忌み嫌われたため3語に分けられ、現在のWest Palm Beachという綴りに改められた。
1920年代に入ると、ウェストパームビーチは急成長を遂げ、マイアミと肩を並べるようになった。現在でも、この頃に建てられた歴史的な建築物は数多く残されている。しかしハリケーンの襲来や世界大恐慌、そして郊外化により、ウェストパームビーチは次第に衰退していった。
1960年代、パームビーチ郡で初の室内型ショッピングモールとなるパームビーチ・モール（Palm Beach Mall）が開館した。また同じ頃、室内型のアリーナもつくられた。これらのプロジェクトにより、ウェストパームビーチは一時的に活気を取り戻した。しかし再び衰退が始まると、人種差別と市街地の空洞化により犯罪が増加した。
1970年代から2000年代にかけて、ダウンタウンでは再開発が進められた。歴史地区は新たにこの地にやってきた住民たちによってその価値が再認識された。中心部には高層ビルが建てられ、各種ショップやレストラン、バーが多数建ち並ぶショッピングエリアも確立されていった。

## 地理

パームビーチ郡内の位置

ウェストパームビーチは北緯26度42分35秒 西経80度3分51秒 / 北緯26.70972度 西経80.06417度に位置している。市街地は平坦な湿地帯の中に広がっている。市の標高は6.4mである。
アメリカ合衆国統計局によると、ウェストパームビーチ市は総面積150.7km²（58.2mi²）である。そのうち142.8km²（55.1mi²）が陸地で7.9km²（3.1mi²）が水域である。総面積の5.26%が水域となっている。 
ダウンタウンの西側に沼地が広がっているため、市街地はワース湖に沿って南北方向にのみ伸びている。1960年代まで、ウェストパームビーチは南北方向には100ブロックを超えていたのに対し、東西はわずか数ブロックであった。その後アクセスの改善と干拓により、西側の開発が徐々に進んでいった。しかし、飲料水源となっている市北西部の非居住地区の沼地を除いて、市域はほとんど広がらなかった。
ウェストパームビーチの気候は蒸し暑い夏と温暖で比較的乾燥した冬に特徴付けられる。夏の日中の最高気温は摂氏30度を超える。湿度が高いため、体感温度は摂氏30度台後半に達する。一方、冬の夜でも摂氏5度以下に下がることはまれである。冬の日中は摂氏25度を超える。ケッペンの気候区分ではAm（熱帯モンスーン気候）に属する。また5月から10月にかけては、全米の他地域に比べてハリケーンが多く上陸する。

## 犯罪
長く続いた衰退のため、ウェストパームビーチのダウンタウンは荒廃してしまった。1993年、ダウンタウンの建物の80%は空き家になっていた。これに対し、市は様々な政策を施してダウンタウンの再活性化を図った。その結果、空き家率を減らすことには成功し、家賃も上がった。しかし、犯罪は未だにウェストパームビーチでは大きな問題である。ウェストパームビーチの犯罪率は全米平均の3倍に達し、フロリダ州内でも最も危険な都市のひとつに数えられる。モーガン・クイットノー社の「全米の危険な都市」ランキング2005年版では、ウェストパームビーチはワースト14位にランクされていた。

## 交通

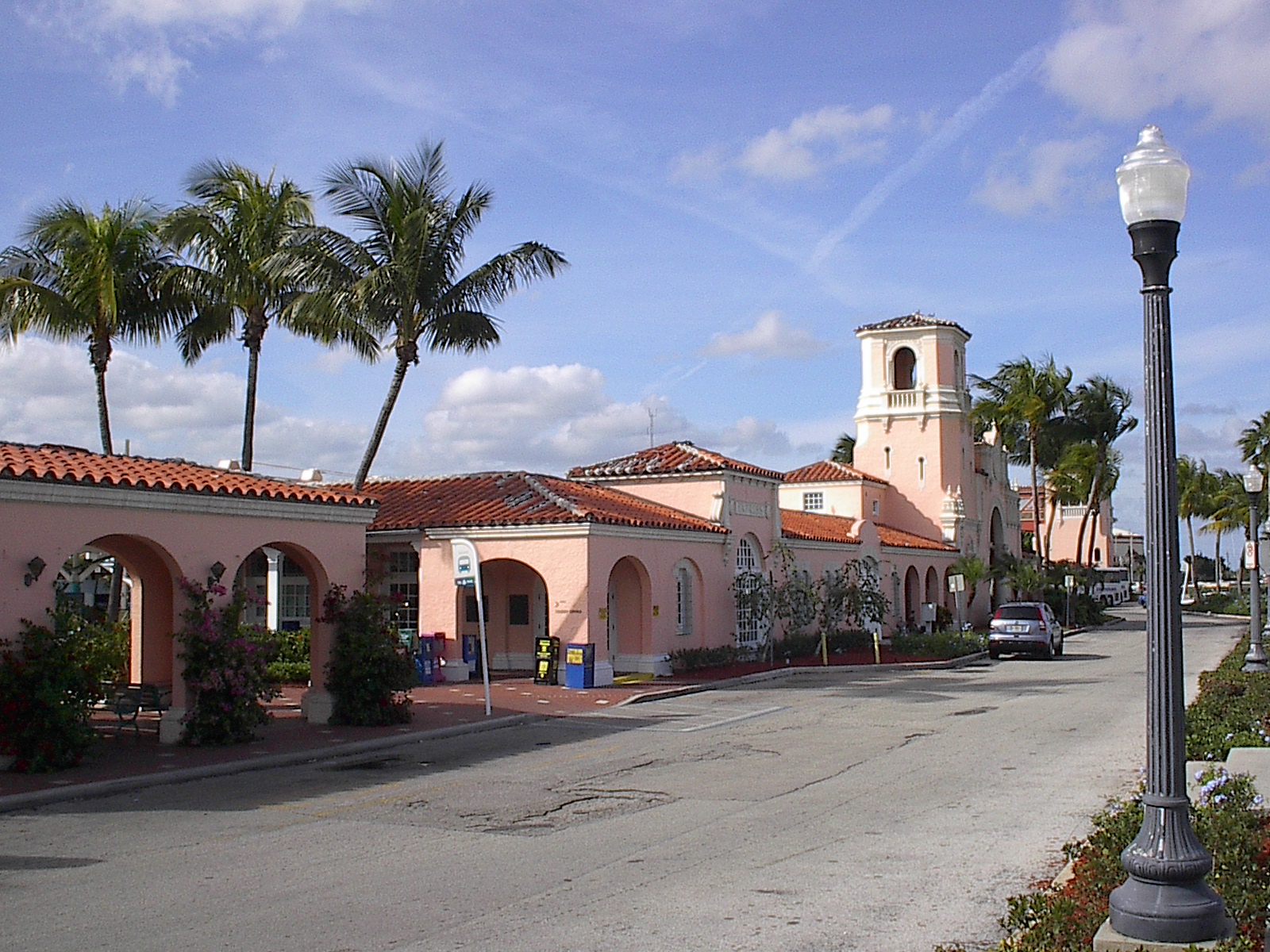
ウェストパームビーチ駅

ウェストパームビーチの玄関口となる空港は市の南西約4kmに位置するパームビーチ国際空港である。同空港はマイアミ国際空港やフォートローダーデール・ハリウッド国際空港と並んで南フロリダ大都市圏の3大空港のひとつであり、全米からの航空機の便が発着する。特に感謝祭やクリスマスの時期には、これら3空港は寒い北部や東部からの避寒客で混雑を極める。
市の西を州間高速道路95号線が通っている。I-95は大西洋岸の主要都市を結んで南北に走る幹線である。ダウンタウンには国道1号線が通っている。また、フロリダ州内の大西洋岸のビーチリゾートを結んで走る州道A1Aはパームビーチの中心部を通っている。ウェストパームビーチとパームビーチとは2本の橋で結ばれている。
ウェストパームビーチ駅はアムトラックの停車駅である。マイアミとニューヨークを結ぶ長距離列車であるシルバー・スター号、及びシルバー・メテオ号が発着する。同駅は通勤列車トライレールも停車する。グレイハウンドのバスターミナルが隣接しており、マイアミとオーランドを結ぶ中距離バスが停車する。また、市内及び周辺の路線バスであるパーム・トラン（Palm Tran）のバス停もある。
2018年、高速鉄道ブライトラインのウェストパームビーチ駅が開業した。この駅は海岸寄りの貨物線「フロリダ東海岸鉄道」上にある。

## 人口動勢
以下は2000年国勢調査における人口統計データである。
基礎データ
- 人口: 82,103人
- 世帯数: 34,769世帯
- 家族数: 18,253家族
- 人口密度: 574.9人/km²（1,488.9人/mi²）
- 住居数: 40,461軒
- 住居密度: 283.3軒/km²（733.8軒/mi²）

人種別人口構成
- 白人: 58.09%
- アフリカン・アメリカン: 32.21%
- ネイティブ・アメリカン: 0.33%
- アジア人: 1.46%
- 太平洋諸島系: 0.16%
- その他の人種: 4.35%
- 混血: 3.40%
- ヒスパニック・ラテン系: 18.21%

年齢別人口構成
- 18歳未満: 21.3%
- 18-24歳: 9.8%
- 25-44歳: 31.5%
- 45-64歳: 21.4%
- 65歳以上: 16.0%
- 年齢の中央値: 37歳
- 性比（女性100人あたり男性の人口）
  - 総人口: 97.3
  - 18歳以上: 94.8

世帯と家族（対世帯数）
- 18歳未満の子供がいる: 22.4%
- 結婚・同居している夫婦: 34.3%
- 未婚・離婚・死別女性が世帯主: 13.6%
- 非家族世帯: 47.5%
- 単身世帯: 37.6%
- 65歳以上の老人1人暮らし: 11.8%
- 平均構成人数
  - 世帯: 2.26人
  - 家族: 3.02人

収入と家計
- 収入の中央値
  - 世帯: 36,774米ドル
  - 家族: 42,074米ドル
  - 性別
    - 男性: 30,221米ドル
    - 女性: 26,473米ドル
- 人口1人あたり収入: 23,188米ドル
- 貧困線以下
  - 対人口: 23.9%
  - 対世帯数: 20.5%
  - 18歳未満: 29.2%
  - 65歳以上: 14.8%

## 出身者
- トニー・マッケイ - 陸上競技選手
- シャナ・マリー・マクラフリン - アダルトモデル
- アレクサンダー・ジェームズ・マクリーン  (a.J)-歌手 バックストリートボーイズのメンバー